# Gustav Meyer (Sprachwissenschaftler)

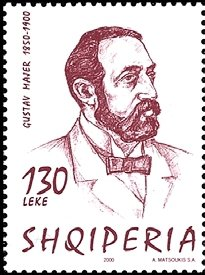
Gustav Meyer (albanische Briefmarke von 2000)

Gustav Meyer (* 25. November 1850 in Groß-Strehlitz, Oberschlesien; † 28. August 1900 in Graz) war ein deutscher Sprachwissenschaftler, Balkanologe und Indogermanist.

## Leben
Gustav Meyer studierte ab 1867 Klassische Philologie, Indogermanistik, Neugriechisch und Sanskrit an der Universität Breslau. Die Promotion erfolgte 1871 ebenda. Von 1871 bis 1874 unterrichtete er am Gymnasium Ernestinum in Gotha. Ab 1874 unterrichtete er am deutschsprachigen Gymnasium auf der Kleinseite in Prag, ab 1876 lehrte er auch als Privatdozent für vergleichende Grammatik der griechischen und lateinischen Sprache an der Universität Prag. Im Jahr 1875 erhielt er eine außerordentliche Professur für Sanskrit und Vergleichende Sprachwissenschaft an der Karl-Franzens-Universität Graz, seine Ernennung zum ordentlichen Professor ebenda erfolgte 1881. Wegen einer schweren Erkrankung schied er 1897 vorzeitig aus der Universität aus und starb schließlich drei Jahre darauf, drei Monate vor seinem 50. Geburtstag. 
Gustav Meyer widmete sich vornehmlich der Erforschung des Neugriechischen und des Albanischen, das von ihm erstmals als eigenständige indogermanische Sprache kategorisiert wurde.